# Enyalius
Enyalius – rodzaj jaszczurek z rodziny Leiosauridae.

## Zasięg występowania
Rodzaj obejmuje gatunki występujące endemicznie w Brazylii.

## Systematyka

### Etymologia
- Enyalius: gr. ενυαλιος enualios „wojenny, wojowniczy”[2].
- Dryophilus: gr. δρυς drus, δρυος druos „drzewo, zwłaszcza dąb”[7]; φιλος philos „miłośnik”, od φιλεω phileō „kochać”[8]. Typ nomenklatoryczny: Enyalus bilineatus Duméril & Bibron 1837.
- Garbesaura: Paul Ernst Wilhelm Garbe (1853–1925), niemiecki kolekcjoner pracujący dla Museu de Zoologia da Universidade de São Paulo; σαυρος sauros „jaszczurka”[9]. Typ nomenklatoryczny: Garbesaura garbei Amaral, 1933 (= Enyalioides leechii Boulenger, 1885).

### Podział systematyczny
Do rodzaju należą następujące gatunki:
- Enyalius bibronii Boulenger, 1885
- Enyalius bilineatus (Duméril & Bibron, 1837)
- Enyalius boulengeri Etheridge, 1969
- Enyalius brasiliensis (Lesson, 1830)
- Enyalius capetinga Breitman, Domingos, Bagley, Ferrari, Cavalcante, Pereira, Abreu, De Lima, Morais, del Prette, Silva, Mello, Carvalho, Lima, Silva, Matias, Carvalho, Pantoja, Gomes, Paschoaletto, Rodrigues, Talarico, Barreto-Lima & Colli, 2018
- Enyalius catenatus (Wied-Neuwied, 1821)
- Enyalius erythroceneus Rodrigues, de Freitas, Santos Silva & Viña Bertolotto, 2006
- Enyalius iheringii Boulenger, 1885
- Enyalius leechii (Boulenger, 1885)
- Enyalius perditus Jackson, 1978
- Enyalius pictus (Schinz, 1822)